# Lybius
Lybius é um género de ave piciforme da família Lybiidae, que compreende doze espécies de barbaças.
Este género contém as seguintes espécies:
- Barbaças-listrado (Lybius undatus)
- Barbaças-sangrante (Lybius vieilloti)
- Barbaças-de-cabeça-branca (Lybius leucocephalus)
- Barbaças-de-olho-sanguíneo (Lybius chaplini)
- Barbaças-de-faces-vermelhas (Lybius rubrifacies)
- Barbaças-de-bico-preto (Lybius guifsobalito)
- Barbaças-de-colar-preto (Lybius torquatus)
- Barbaças-de-peito-castanho (Lybius melanopterus)
- Barbaças-de-dorso-preto (Lybius minor)
- Barbaças-bidentado (Lybius bidentatus)
- Barbaças-de-peito-vermelho(Lybius dubius)
- Barbaças-de-peito-preto (Lybius rolleti)